# 山本賢太郎
山本 賢太郎（やまもと けんたろう、1980年11月15日 - ）は、日本の囲碁棋士。六段。鳥取県倉吉市出身。後藤俊午九段門下で、日本棋院関西総本部に所属する。

## 人物
父親の影響を受け、4歳から囲碁を始める。小学校4年生の時に日本棋院関西総本部の院生となり、大阪の小学校に転校する。1997年に入段。
21歳の時に広島市に移住し、広島県師範として普及活動などを行っている。

### エピソード
- 山本が記録係を担当した第50期王座戦五番勝負第2局において、趙治勲王座が時間切れ負けとなるハプニングが起きた[2]。
- 2006年に創設された若鯉戦（広島アルミニウム工業株式会社協賛）では、非公式棋戦であった第1回から第5回まで、地元の棋士として予選免除で出場していた。2010年の第5回には準優勝を達成している。

## 棋歴

### 良績
- 2010年 第5回広島アルミ杯若鯉戦 準優勝（非公式棋戦）

### 昇段履歴
- 1997年 入段
- 1999年 二段
- 2000年 三段
- 2002年 四段
- 2009年 五段
- 2022年8月12日 六段（勝星規定）[3]